# جاك مكارثي (لاعب كرة قاعدة)
جاك مكارثي (بالإنجليزية: Jack McCarthy)‏ هو لاعب كرة قاعدة أمريكي، ولد في 28 مارس 1869 في سان فرانسيسكو في الولايات المتحدة، وتوفي في 1 فبراير 1948 في شيكاغو في الولايات المتحدة.

## وصلات خارجية
- جاك مكارثي على موقعبيزبول رفرنس.كوم (الدوري الرئيسي) (الإنجليزية)
- جاك مكارثي على موقعبيزبول رفرنس.كوم (الدوري الثانوي) (الإنجليزية)